# Михайлов, Павел Андреевич
Павел Андреевич Михайлов (укр. Павло Андрійович Михайлов, 21 декабря 1911, Курск — 20 декабря 1978, Запорожье) — ректор Запорожского машиностроительного института в 1957—1978, кандидат технических наук (1955), профессор, заслуженный работник высшей школы Украинской ССР, лауреат Государственной премии УССР (1971). Специалист в области выносливости и усталости металлов, автор 14 изобретений, более 70 работ научного и педагогического направления.

## Биография
Родился 21 декабря 1911 года в Курске в семье рабочего из крестьян. Трудовой путь начал с 13 лет (разнорабочий, тракторист, помощник кузнеца),
совмещая работу с учёбой в школе. После окончания школы в 1927 году работал чертёжником, конструктором, технологическим руководителем инструментального цеха. В 1928-29 работал в харьковском отделе проектного бюро «Союзпроммеханизация», в 1930-33 — на Харьковском заводе подъёмно-транспортных машин.
Окончил Харьковский авиационный институт (1946).
В 1934—1953 — прораб, конструктор, научный сотрудник, заместитель директора ХАИ по реэвакуации и возрождению, преподаватель курса «Детали машин», начальник подготовительного отделения ХАИ.
В 1953—1957 — доцент Харьковского политехнического института. Член КПСС.
В 1957—1978 — ректор Запорожского машиностроительного института.
Делегат XXIII съезда КПСС.
Научные исследования: прочность от усталости и контактная выносливость литой и деформированной стали; природа стойкости против износа и хладостойкости деталей машин; применение пластмасс и композитных материалов для деталей машин; влияние активных сред и концентраций напряжения на показатели прочности от усталости деталей машин и конструкций. Под руководством Михайлова созданы машины для испытания материалов на прочность с различными режимами и условиями испытаний.
За работу «Коренное совершенствование технологии холодной листовой штамповки деталей и её внедрение на автомобильных заводах СССР» удостоен в составе коллектива Государственной премии Украинской ССР в области науки и техники 1971 года.
Умер в 1978 году в Запорожье.

## Награды
- Орден Ленина
- Орден Октябрьской Революции
- Орден Знак Почёта
- Почётный гражданин Запорожья (2012)

## Основные труды
- Карпенко Г. В., Михайлов П. А., Ищенко И. И., Янчишин Ф. П. Влияние среды на усталостную прочность стали при наличии концентраторов напряжения // Некоторые вопросы усталостной прочности стали с учетом влияния активной среды. — Киев: АН УССР, 1955.
- Об антифрикционных свойствах капрона // Пластичесские массы. — 1960. — № 4.
- Влияние структурных изменений на свойства жаропрочного композиционного материала с никельхромовой матрицей // Известия вузов. Цветная металлургия. — 1971. — № 5.
- Влияние размера зерна на контактную выносливость закалённой стали // ПП. — 1974. — № 3.
- Исследования влияния постоянной составляющей цикла на выносливость сплава Д16Т при осевых нагружениях // Известия вузов. Машиностроение. — 1975. — № 12.
- Циклическая ползучесть и её роль в формировании остаточных напряжений при осевых нагружениях // Циклическая прочность и повышение несущей способности изделий: Сборник конференции Пермского политехнического института. — Пермь, 1978.
- Выносливость титана ВТ8 при осевых нагружениях в условиях асимметрии цикла // Циклическая прочность и повышение несущей способности изделий: Сборник конференции Пермского политехнического института. — Пермь, 1978.